# Cergy
Cergy je obec na severozápadním předměstí Paříže ve Francii. Nachází se 27,8 km od centra Paříže v nově vytvořeném městě Cergy-Pontoise, které vzniklo v 60. letech 20. století.

## Název
Název města Cergy pochází ze středověkého latinského Sergiacum, což znamená „panství Sergia“.

## Geografie
Cergy se nachází na pravém břehu řeky Oise, na jižní hranici historické provincie Vexin français. Město je součástí pařížské aglomerace. Město leží v departementu Val-d'Oise v regionu Île-de-France.

## Historie
Až do 12. století bylo město Cergy součástí královského majetku. V roce 1120 Ludvík VI. Tlustý daroval území opatství Saint-Denis, které bylo vlastníkem až do roku 1793.

## Demografie
Když bylo Cergy vybráno jako centrum nové aglomerace Cergy-Pontoise, bylo stále pouze vesnicí. Na konci 60. let měla obec méně než 3 000 obyvatel. Poté se začalo rozvíjet mnohem rychleji, v polovině 70. let překročilo počet 10 000 obyvatel a počátkem 80. let se blížilo k počtu 20 000. V tomto desetiletí byl nárůst obyvatelstva nejmarkantnější a v roce 1990 město přesáhlo počet 48 000 obyvatel. Od té doby tento nárůst obyvatelstva pokračoval výrazně pomalejším tempem, podle sčítání lidu v roce 2003 dosáhl počtu 56 167.

## Pamětihodnosti
- kostel Saint-Christophe původně z 12. století
- opevněná brána a věž bývalého převorství sousedící s kostelem na jihu
- menhir Pierre-Fouret, nazývaný také menhir de Gency
- nika z 19. století se sochou svatého
- stará kaple v Gency
- L'Axe majeur (Hlavní osa) – terénní a zahradní úpravy doplněné sochařskou výzdobou z 80. let 20. století (Dani Karavan, Ricardo Bofill)
- zámek Château de Gency
- dům Gérarda Philipa

## Galerie

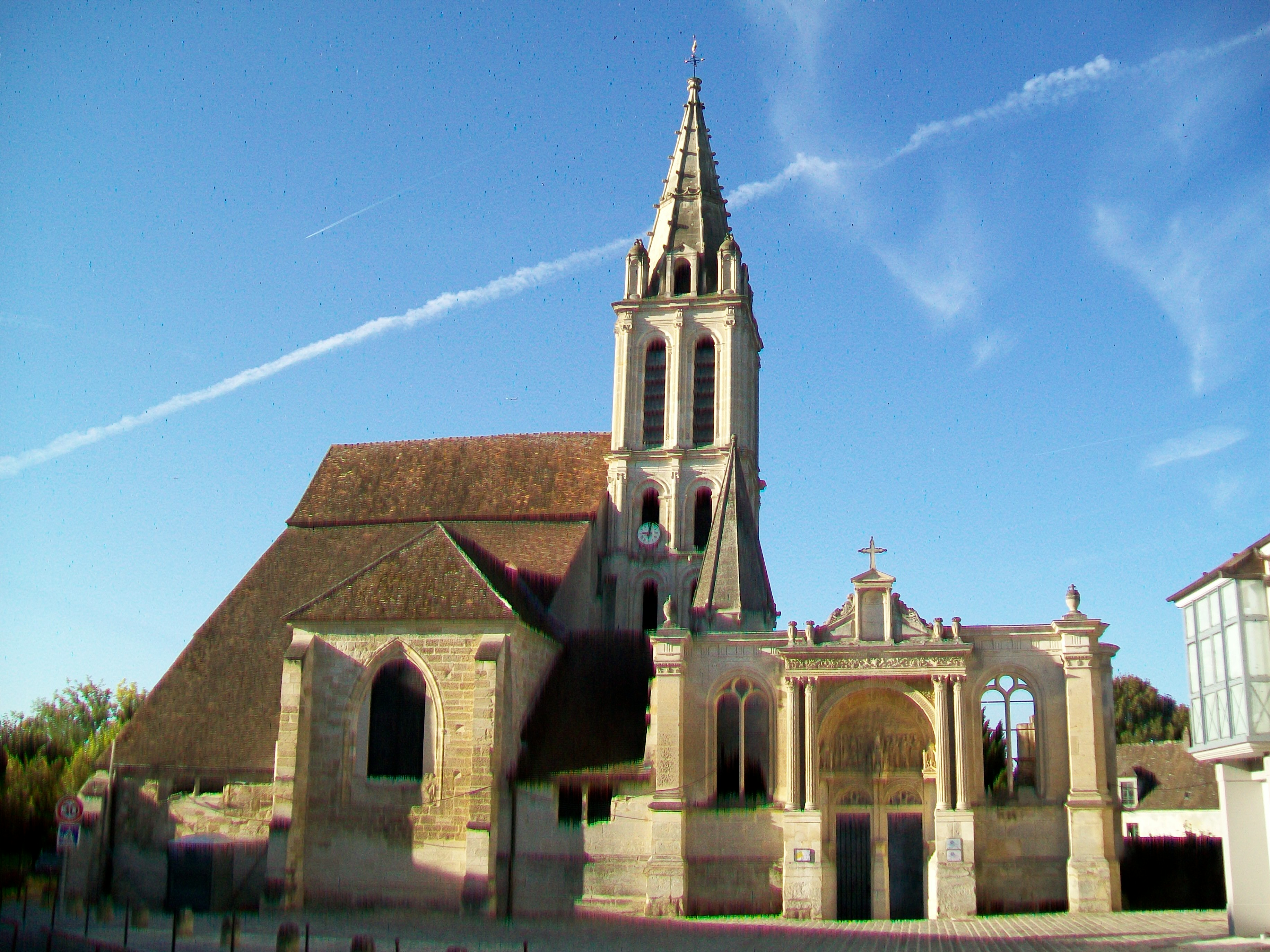
Kostel Saint-Christophe
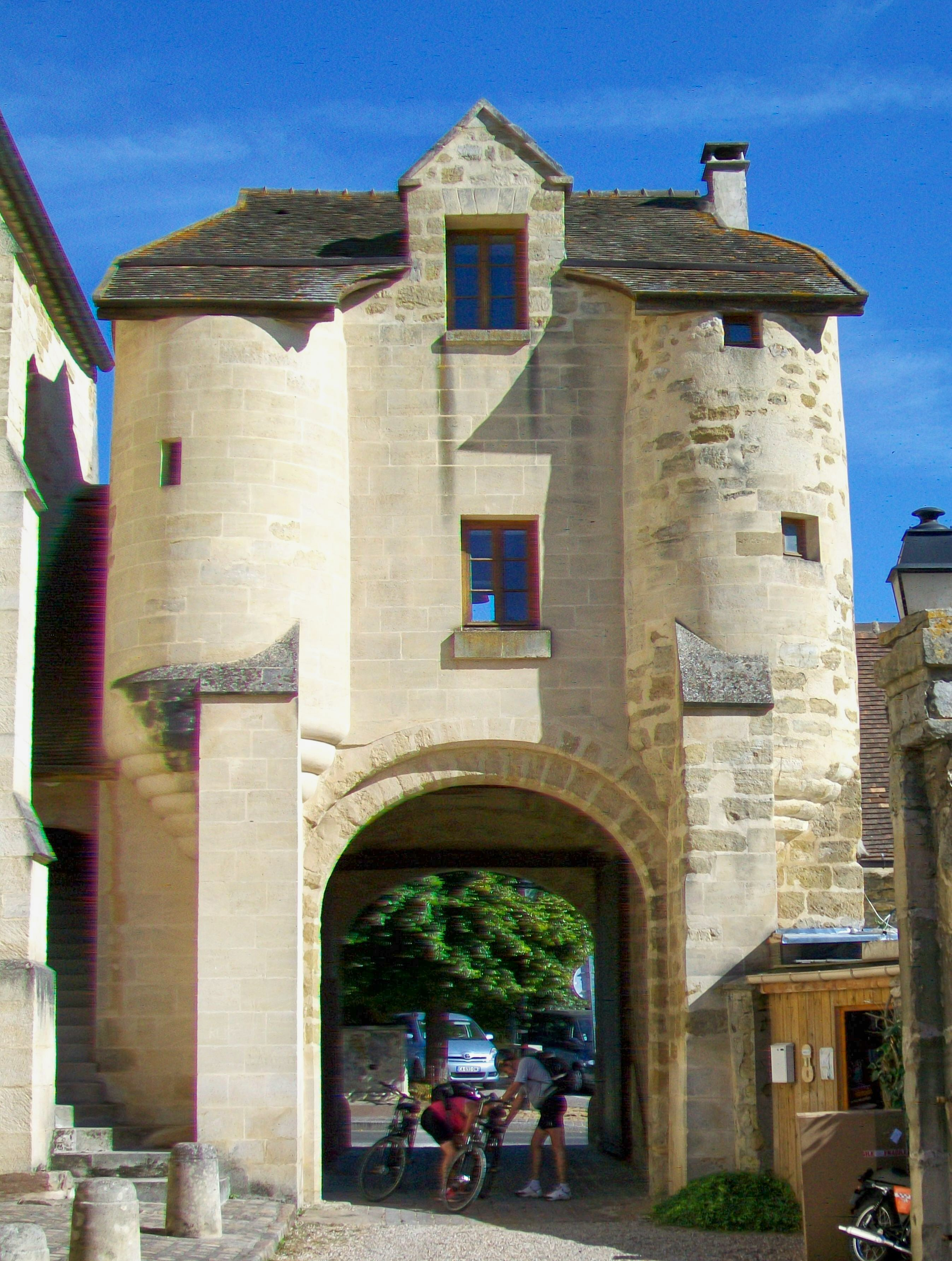
Opevněná brána
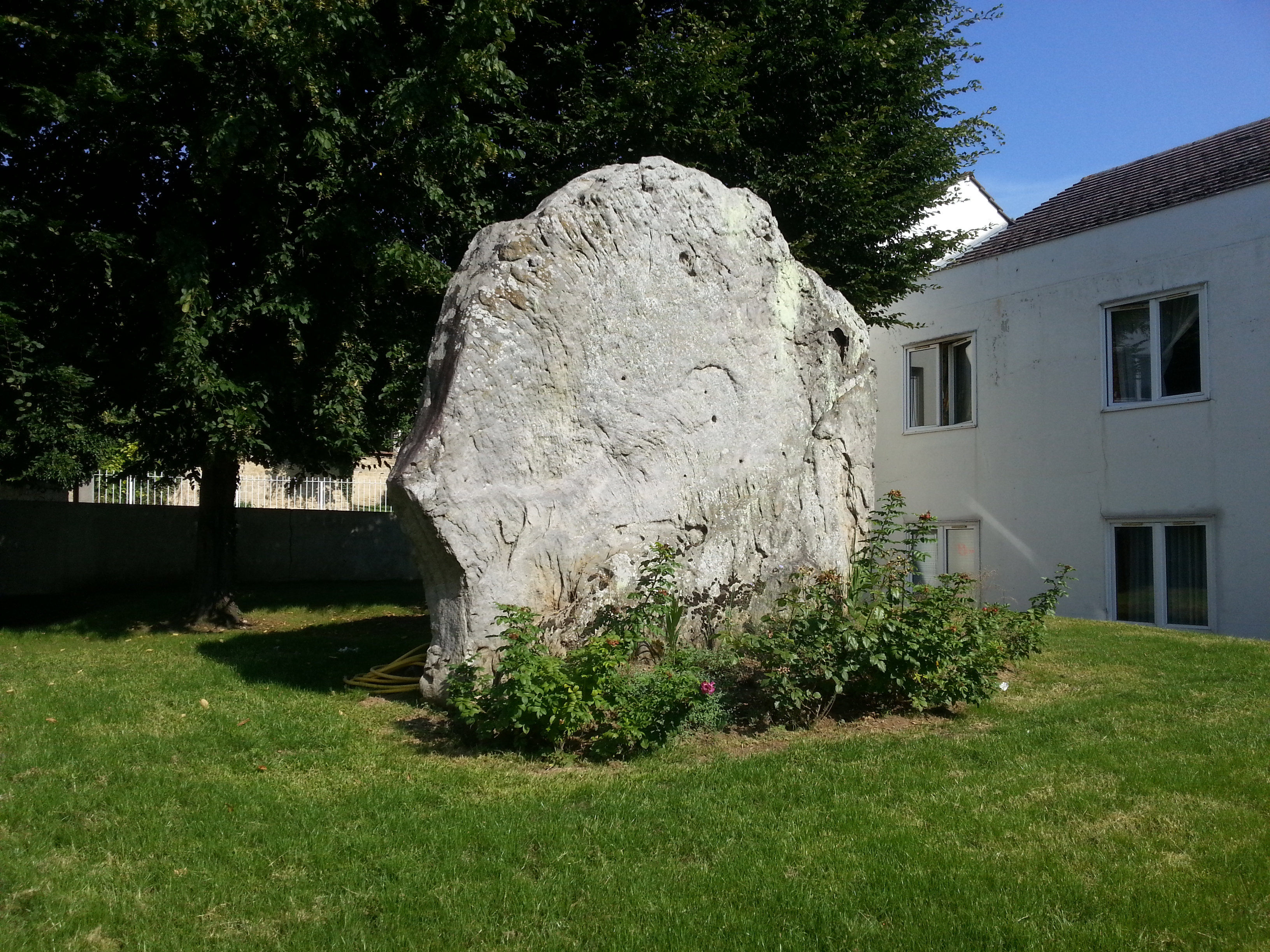
Menhir Pierre-Fouret
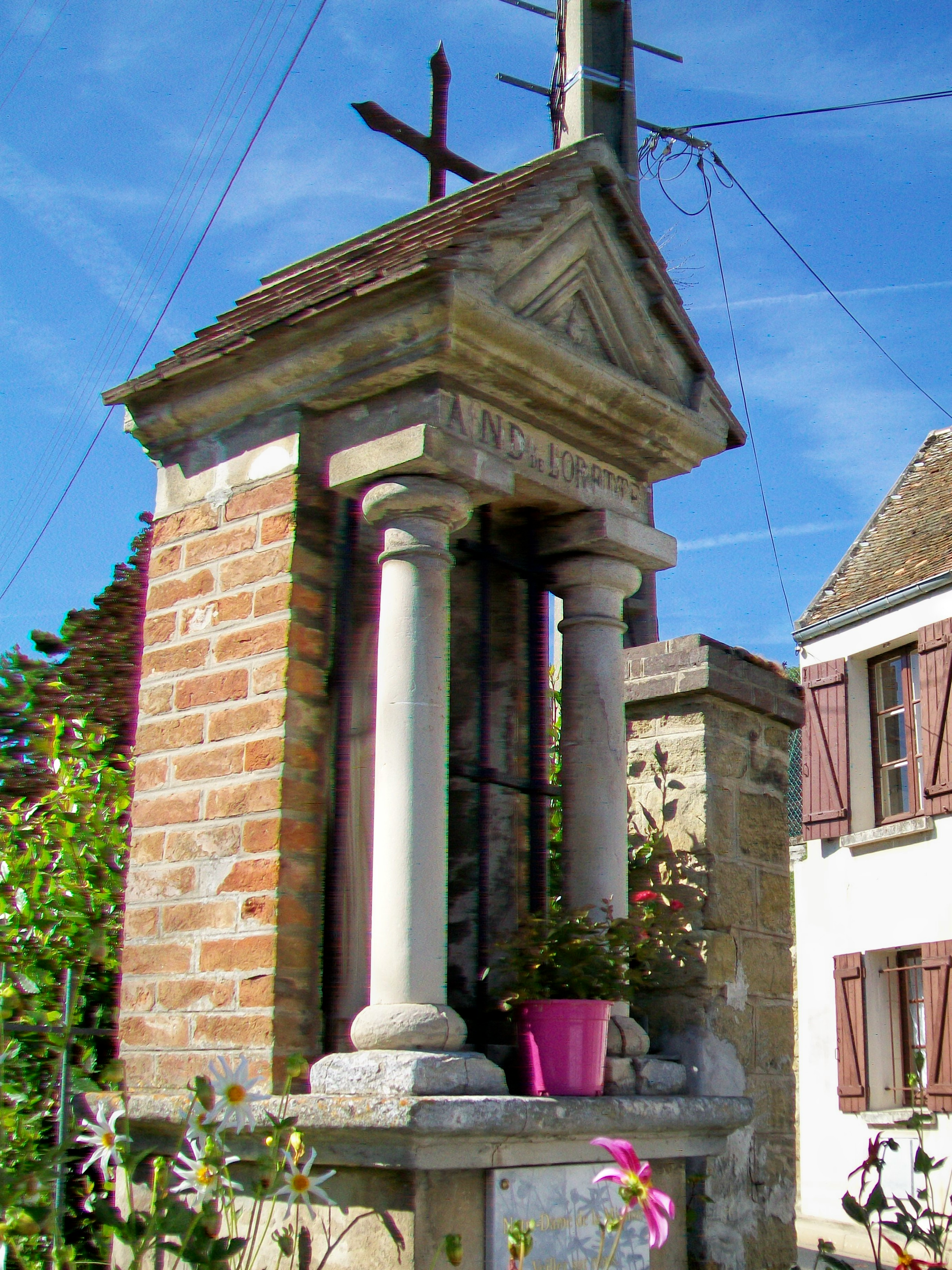
Nika se sochou
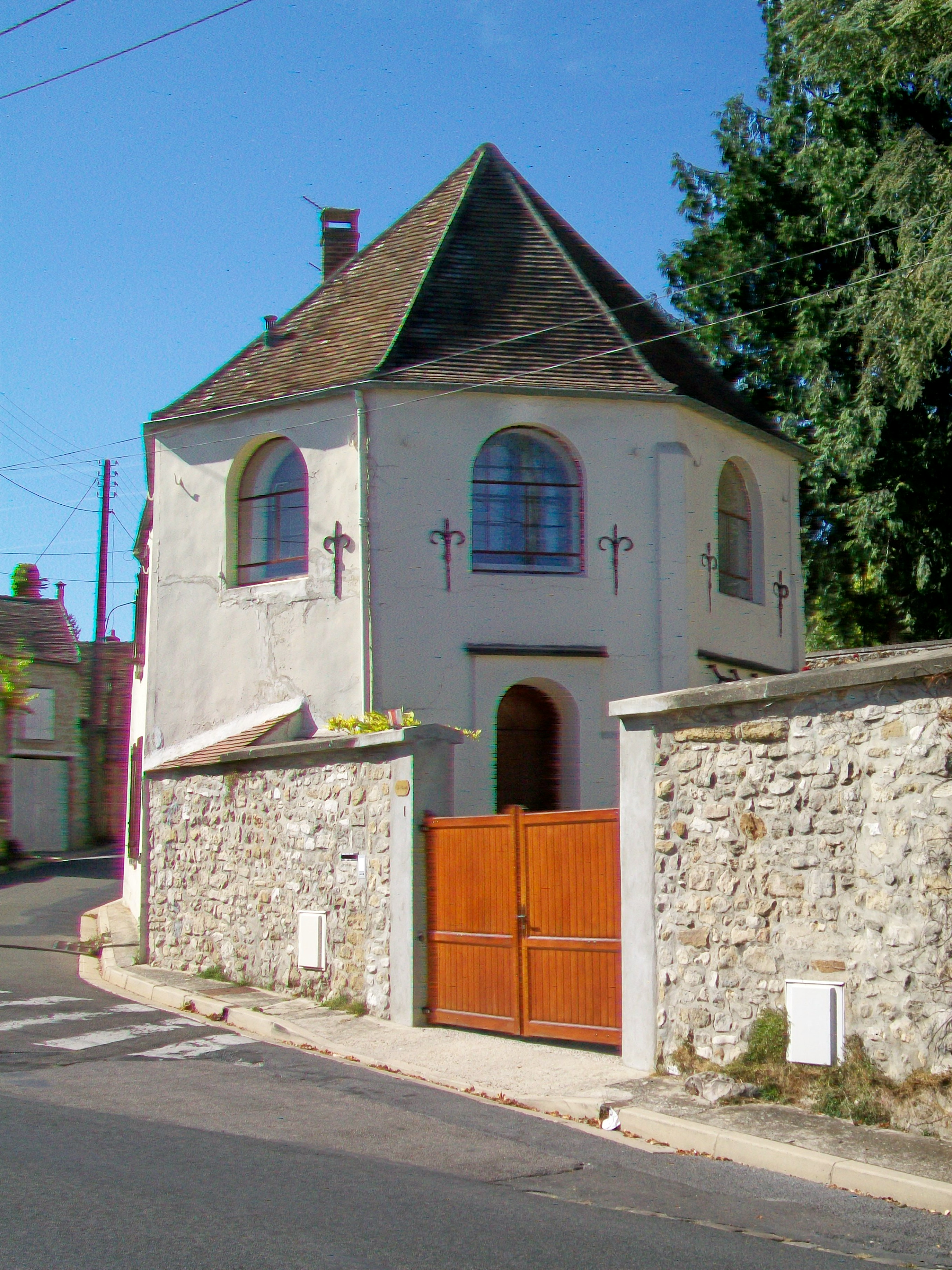
Stará kaple
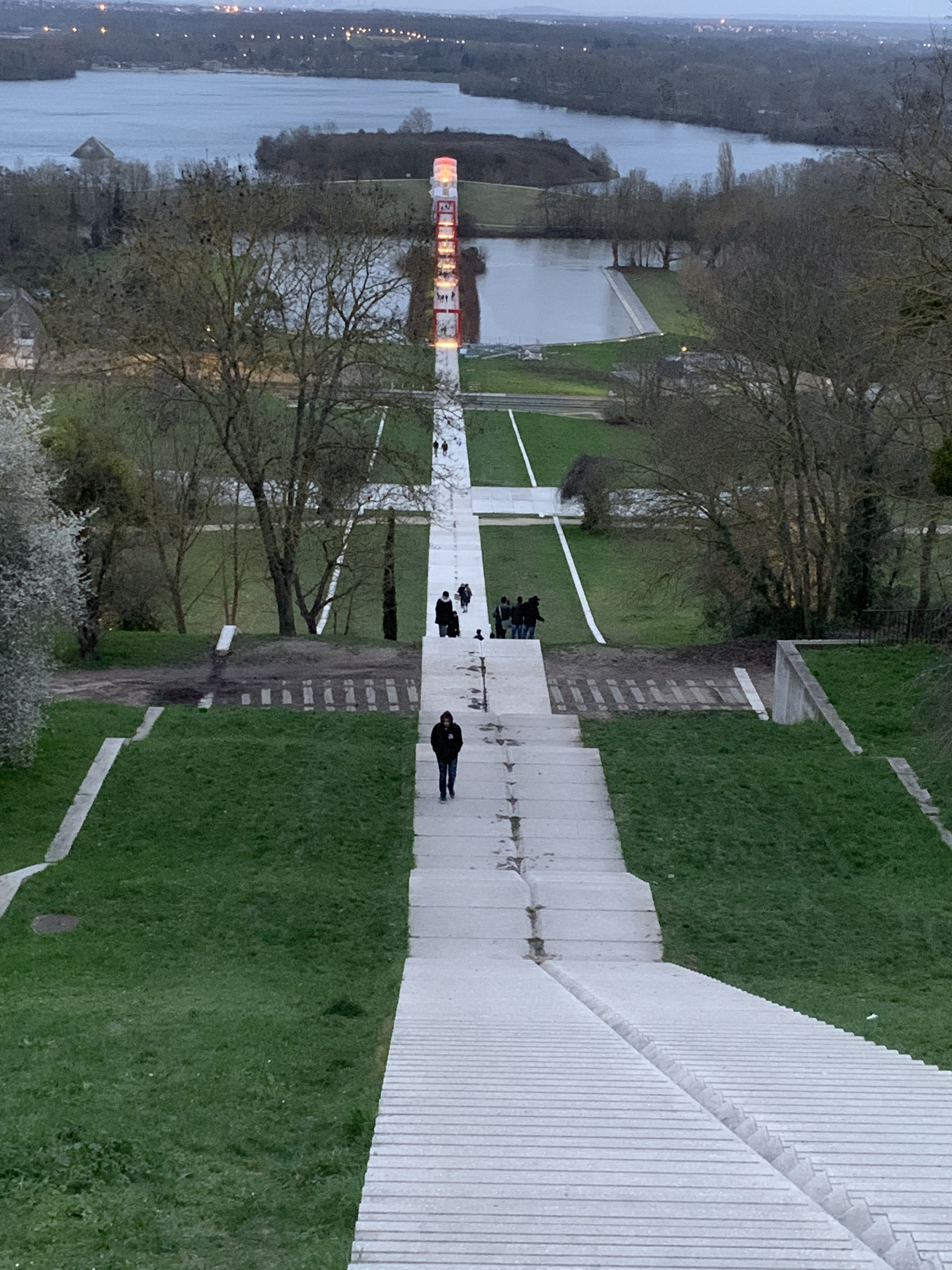
L'Axe majeur
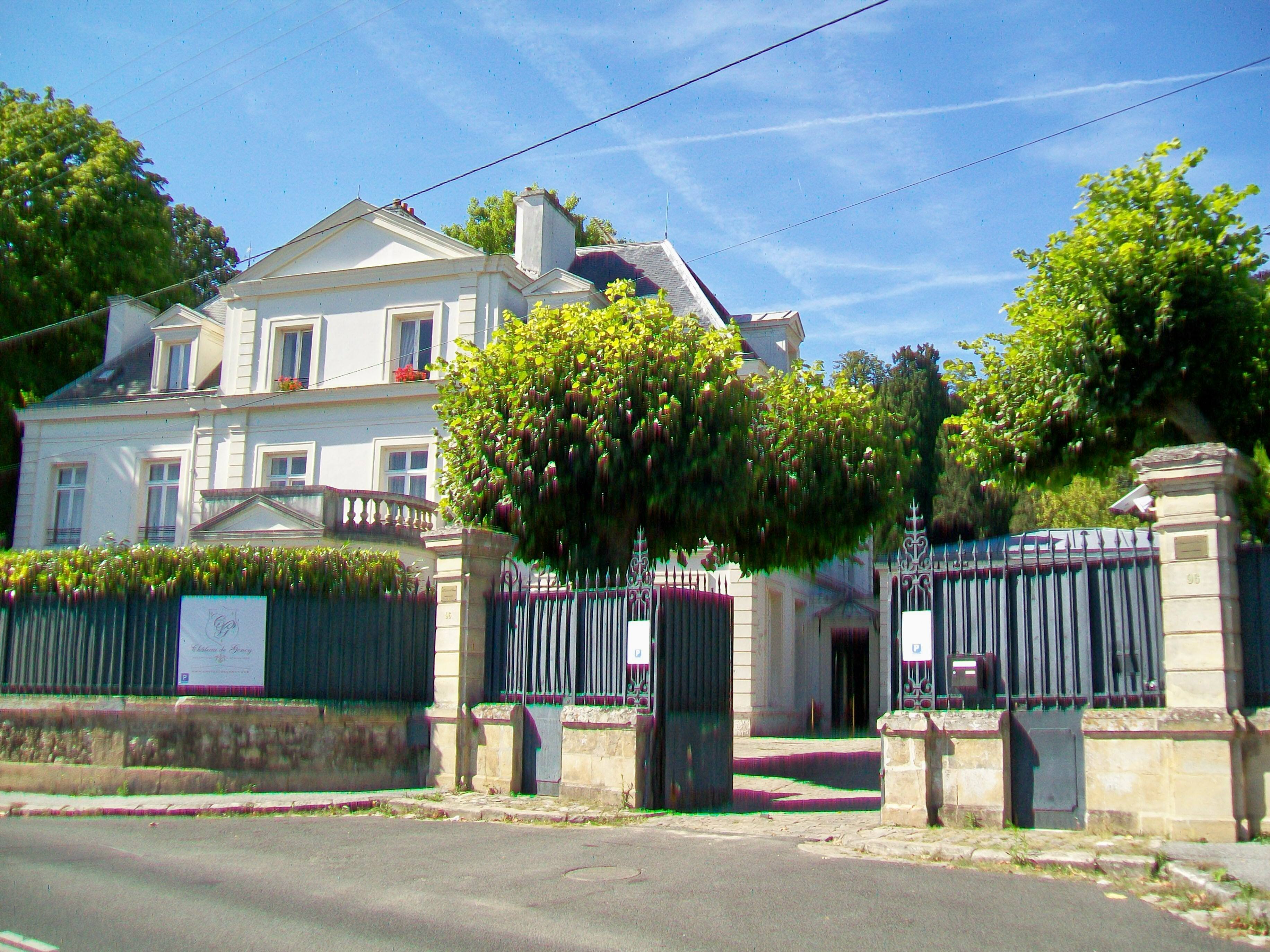
Château de Gency
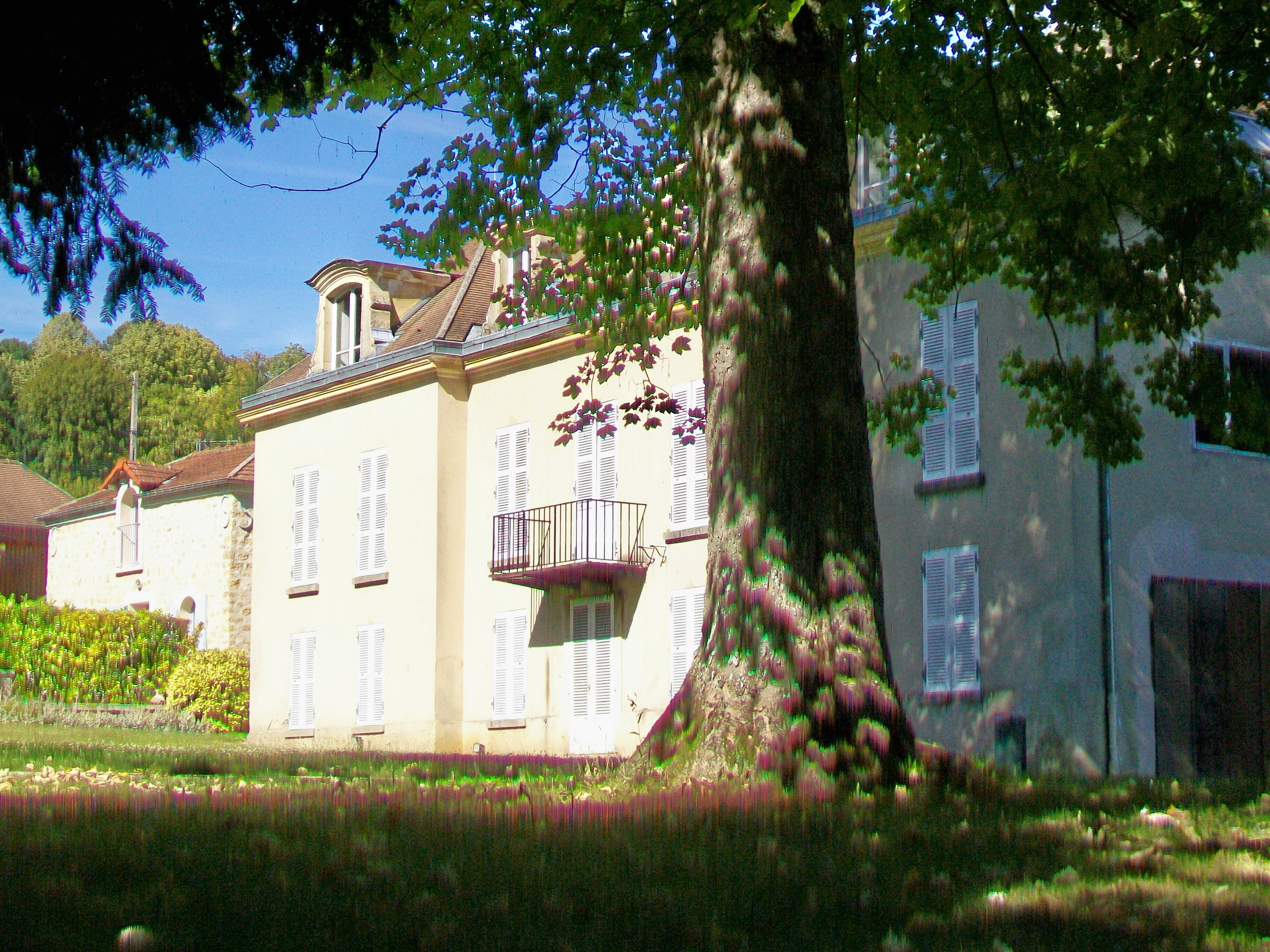
Dům Gérarda Philipa

## Známé osobnosti
- Zpěvák Anis žil v Cergy jako dítě. O tomto městě napsal také píseň.
- Žil zde francouzský revolucionář Louis Auguste Blanqui.
- V Cergy žije francouzská spisovatelka Annie Ernaux.
- Filmař a esejista Yves Lavandier bydlí v Cergy více než dvacet let.
- Jean-Baptiste Massieu byl v Cergy farářem a poté biskupem v Beauvais.
- V 50. letech 20. století zde žil také herec Gérard Philipe.
- Basketbalista Amara Sy pochází z Cergy, konkrétně ze čtvrti Ponceau.
- Rapper Youssoupha pochází z města Larris v prefektuře Cergy.